# Lamborghini Murciélago 40th Anniversary
De Lamborghini Murciélago 40th Anniversary is een speciale uitvoering van de Murciélago, ter gelegenheid van het 40-jarig bestaan van het automerk Lamborghini in 2003. Hiermee treedt de auto in de voetsporen van de Countach en Diablo Anniversary edities. Lamborghini beperkte de productie van de auto tot 50 stuks. De 40th Anniversary editie is alleen te herkennen aan een klein logo aan de buitenkant van de auto. Het interieur verschilt op een paar kleine punten van de normale Murciélago.
Huidige modellen:
Huracán ·
Aventador ·
Urus
Uitvoeringen Lamborghini Gallardo:
Coupé ·
SE ·
Spyder ·
Superleggera ·
LP560-4 ·
LP560-4 Spyder ·
LP550-2 Valentino Balboni ·
LP570-4 Superleggera
Uitvoeringen Lamborghini Murciélago:
Coupé ·
Roadster ·
40th Anniversary ·
LP640 ·
LP640 Roadster ·
LP650-4 Roadster ·
LP670-4 SV ·
Reventón ·
Reventón Roadster
Oudere modellen:
350 GT · 
400 GT · 
Miura · 
Espada · 
Flying Star II · 
Islero · 
Jarama · 
Urraco · 
Countach · 
Silhouette · 
Jalpa · 
LM002 · 
Diablo · 
Murciélago ·
Gallardo
Concepten:
Alar ·
Asterion ·
Athon ·
Estoque ·
Sesto Elemento ·
Portofino